# Ponte di comando (film)
Ponte di comando (H.M.S. Defiant) è un film britannico del 1962 diretto da Lewis Gilbert. Vede come protagonisti Alec Guinness, Dirk Bogarde ed Anthony Quayle.

## Trama
La vicenda, ispirata a un fatto storico, si svolge nel 1797, Durante le guerre napoleoniche. Il capitano Crawford, noto per la sua umanità e il suo senso del dovere, assume il comando della fregata britannica H.M.S. Defiant. Tuttavia, il suo incarico si rivela presto un'ardua prova di resistenza, a causa della presenza del suo primo ufficiale, il tenente Scott-Padget, un uomo sadico e arrogante che considera il metodo di comando di Crawford troppo indulgente nei confronti dell'equipaggio. Il conflitto tra i due ufficiali si acuisce quando Scott-Padget, sfruttando la propria influenza politica, inizia a vessare quotidianamente il guardiamarina Harvey Crawford, giovane figlio del capitano, con punizioni eccessive per piegare la volontà del comandante.
Nel frattempo, tra i marinai cresce il malcontento per le dure condizioni di vita a bordo. Il nocchiere Vizard guida un gruppo di uomini nella stesura di una petizione per ottenere miglioramenti, parte di un movimento più ampio che si sta diffondendo in tutta la flotta britannica. La tensione a bordo è palpabile mentre la Defiant prosegue il suo viaggio nel Mediterraneo, dove si scontra con una fregata francese che scorta un mercantile. Dopo un duro combattimento, l’equipaggio britannico cattura entrambe le navi, e Crawford ne approfitta per assegnare al figlio all'equipaggio che ha il compito di scortare il mercantile in un porto inglese, allontanandolo così dall’influenza di Scott-Padget. Successivamente, la Defiant affronta e cattura una fregata veneziana e tra i prigionieri viene trovato un ufficiale di Napoleone con informazioni cruciali su un’imminente invasione della Gran Bretagna. Tuttavia, durante lo scontro, Crawford rimane gravemente ferito e Scott-Padget assume temporaneamente il comando, imponendo una disciplina ancora più feroce. Il suo comportamento spinge infine l’equipaggio alla ribellione. Nonostante l'ammutinamento, Crawford riesce a convincere Vizard e i suoi uomini a portare la nave verso la flotta britannica per avvertire dell’imminente attacco francese, promettendo di intercedere per loro. Quando raggiungono Rochefort, scoprono che la flotta britannica principale si è già ammutinata e che l’Ammiragliato ha concesso un'amnistia ai marinai. Tuttavia, un evento inaspettato metterà nuovamente alla prova il senso di giustizia e di lealtà dell’equipaggio della Defiant.

## Critica
«... retorica patriottica... interessante il testa a testa tra Guinness e Bogarde.» ** 